# Pollimyrus petherici
Pollimyrus petherici és una espècie de peix de nas d'elefant de la família Mormyridae present en diverses conques hidrogràfiques a l'Àfrica, entre elles els rius Nil i Baro. És nativa d'Etiòpia, el Sudan i Uganda. Pot arribar a una grandària aproximada de 20 cm.
Respecte a l'estat de conservació, es pot indicar que d'acord amb la UICN, aquesta espècie pot catalogar-se en la categoria «Risc mínim (LC)».